# Рачковская, Екатерина Ивановна
Екатери́на Ива́новна Рачко́вская (17 сентября 1927 — 27 января 2019) — советский и российский геоботаник, ботаник-географ, картограф, специалист в области изучения растительности аридных регионов. Доктор биологических наук (1953).

## Биография
Екатерина Ивановна родилась в 1927 году в семье геологов — начальника Монголо-Урянхайской экспедиции Ивана Петровича Рачковского (1878—1961) и сотрудницы Геологического музея АН СССР Платониды Петровны Сизовой (1890—1951). Внучка врача и общественного деятеля Петра Ивановича Рачковского (1850—1921). Начиная с возраста двух лет участвовала вместе с родителями в нескольких экспедициях в Центральную Азию, где приобрела опыт жизни в полевых условиях. Во время Великой Отечественной войны обучалась в школе, находясь в эвакуации сперва в Свердловске и Томске, начиная с лета 1942 года — в Пржевальске (Киргизская ССР).
В послевоенные годы поступила на биолого-почвенный факультет Ленинградского государственного университета, где специализировалась на кафедре геоботаники. Студенткой участвовала в «чайной» геоботанической экспедиции в Закарпатье, проходившей с целью разведки территорий, пригодных для создания плантаций чая (руководитель экспедиции — Виктор Борисович Сочава). Материалы экспедиции легли в основу её дипломного исследования «Дубравы Закарпатья» (1950).
В 1950 году поступила в аспирантуру Ботанического института им. В. Л. Комарова АН СССР в Ленинграде. В 1953 году защитила кандидатскую диссертацию на тему «Биология пустынных полукустарничков». В 1954 году была зачислена в штат сотрудников БИН, где проработала более 30 лет.
В 1985 году переехала в Алма-Ату, где стала заведующей вновь созданной лабораторией фитоэкологического картографирования Института ботаники АН КазССР. За короткий промежуток времени под ее руководством сформировался научный коллектив, занимающийся по картированию растительности Казахстана. В 1989 году Екатерина Ивановна защитила докторскую диссертацию на тему «Растительность Гобийских пустынь Монголии».
Благодаря работам по международным проектам ей удалось провести интереснейшие исследования в пустынях Китая (Внутренняя Монголия, Джунгария, Алашаньская Гоби) и Израиля (пустыня Негев), ознакомиться с растительным покровом Европы (Австрия, Великобритания, Германия) и Японии.

### Семья
Муж — Дмитрий Максимилианович Штейнберг (1909—1962), советский энтомолог. Дочь — Ольга Дмитриевна Штейнберг (род. 1951).

## Научная деятельность
Екатерина Ивановна Рачковская была одним из ведущих экспертов по растительному покрову степей и пустынь Азии. Экспедиционные маршруты охватили огромную территорию внутренней Евразии: Казахстан, Среднюю Азию, Монголию, Китай.
Совместно с И. В. Борисовой провела маршрутные исследования в Североказахстанской и Кустанайской областях с целью создания карты растительности, а затем и природного районирования. Итоги этого исследования были опубликованы в монографии «Основные зональные типы степей Северного Казахстана» в 1961 году совместно с Т. И. Исаченко и также в 1960 году под редакцией Е. М. Лавренко «Карта растительности Северного Казахстана» масштаба 1 : 1 500 000, составленная коллективом геоботаников БИН АН .
С 1957 году Екатерина Ивановна присоединилась к Биокомплексной экспедиции в Центральном Казахстане.
В 1971 года начинается новый этап в исследованиях Екатерины Ивановны — работа в составе Советско-Монгольской комплексной биологической экспедиции АН СССР и АН МНР.
С 1976 года руководила сложнейшей в научном и организационном плане работой над созданием «Карты растительности Казахстана и Средней Азии» м. 1:2 500 000.
Больше двадцати лет она посвятила изучению растительности Гобийских пустынь.
Совместно с учениками и профессора Р. Татейши (Япония) на основе декадных данных спутника NOAA AVHRR созданы карты физиономических типов растительности Средней и Центральной Азии.
В 2000 году совместно со специалистами картографами БИН РАН (В. Н. Храмцовым) была создана электронная версия «Карты растительности Казахстана и Средней Азии» и выпущена на компакт-дисках.
В 2005 году Екатерина Ивановна разработала новую схему ботанико-географического районирования Центральной Азии.